# Opéra de Copenhague

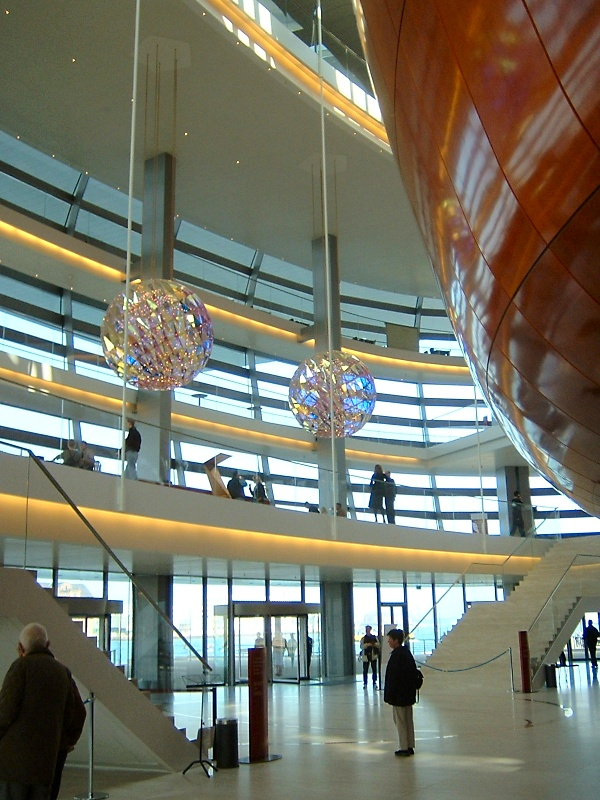
Le foyer

 (avril 2016).
Si vous disposez d'ouvrages ou d'articles de référence ou si vous connaissez des sites web de qualité traitant du thème abordé ici, merci de compléter l'article en donnant les références utiles à sa vérifiabilité et en les liant à la section « Notes et références ».
L'opéra de Copenhague a été inauguré le 15 janvier 2005. Dû à l'architecte danois Henning Larsen, il est dédié à la reine Marguerite II de Danemark.

## Situation
Construit en face du palais de la Reine (Amalienborg), sur les anciens docks de Copenhague entre 2001 et 2005, à Holmen, la nouvelle salle d'opéra de la ville a été financée par l'industriel danois Mærsk Mc-Kinney Møller, propriétaire du groupe pétrolier et maritime A.P. Møller-Mærsk. Il est entouré de bâtiments de briques rouges datant du XVIIe siècle. Le secteur est occupé par de nombreux restaurants, galeries et autres lieux de services, ainsi que par des Académies consacrées aux arts.

## Histoire et description

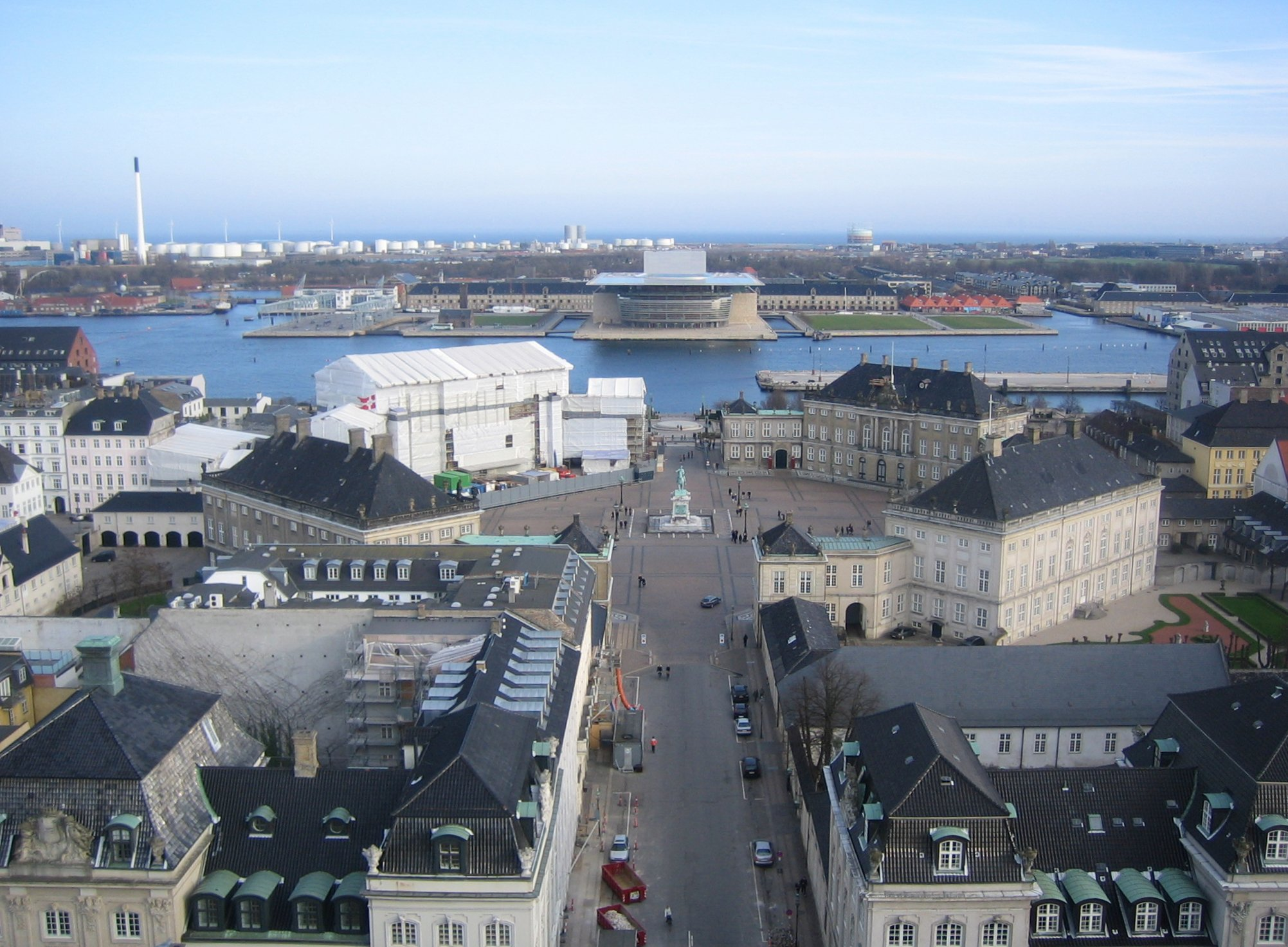
Vue aérienne du Palais d'Amalienborg et de l' opéra de Copenhague -

Le mécène de l'opéra de Copenhague s'est montré plutôt dirigiste face à l'architecte mandaté, Henning Larsen, qui a failli jeter l'éponge en cours de projet. Tenu par une clause de réserve, il s'est montré discret sur les désaccords qu'il avait avec son commanditaire. Mais face à la presse, il a déclaré que « le processus [de coopération] a été incroyablement compliqué et difficile physiquement et psychiquement ».
Les quais sont reliés à l'opéra par une place d'une surface de 35 mètres carrés. Des canaux ont été ménagés afin que le bâtiment se trouve pour ainsi dire sur une île. Sa façade rehaussée d'une grille en acier lui a déjà valu le surnom de « grille-pain ». On l'appelle également le « terminal d'aéroport » ou la « grande caisse enceinte coiffée d'un haut de forme ». Autant de surnoms qui reflètent la controverse dont son esthétique fait l'objet — certains critiques trouvant au contraire l'ouvrage génial.
La structure du bâtiment est en béton armé ; le verre, l'acier et le marbre sont les autres matériaux utilisés. L'intérieur comporte quatorze étages, où se regroupent un millier de pièces. La scène principale et ses coulisses se trouvent au cœur de la bâtisse; la grande salle peut accueillir 1 500 personnes. Souple, la fosse d'orchestre peut recevoir jusqu'à 110 musiciens. L'espace est également occupé par quatre scènes secondaires. Le bureau Ove Arup & Partners a été chargé de l'acoustique, saluée par la critique. La salle de répétition de l'Orchestre royal du Danemark se trouve au sous-sol, treize mètres en dessous du niveau de la mer.
Quelques chiffres : la surface totale de l'opéra est de 41 000 mètres carrés ; sa surface en sous-sol est de 12 000 mètres carrés. Hauteur totale : 38 mètres. L'objet a coûté 2,5 milliards de couronnes à son mécène, soit 336 millions d'euros.
Le foyer est le résultat d'une étude comportementale réalisée auprès de spectateurs réguliers d'opéras. Tout a été fait pour améliorer leur confort, agrandissant la surface murale contre laquelle s'appuyer, tout en leur procurant une des plus belles vues de la ville, par delà le port.
Pavé de marbre de Sicile, ledit foyer est en partie éclairé par les trois immenses lustres créés par l'artiste danois Olafur Eliasson. Chacun est formé de plusieurs milliers de pièces de verre semi-perméables à la lumière. Une partie de la lumière les frappant passe donc à travers, tandis qu'une autre partie est reflétée, d'une manière différente en fonction de l'angle d'observation. Il en résulte l'apparition de reflets bleutés et rougeoyants.